# 平岗站
平岗站，位于中华人民共和国吉林省辽源市东辽县泉太镇，是四梅铁路上的火车站，建于1935年。

## 业务办理
办理整车，零担货物到发，以及办理整车货物承运前保管业务

## 外部連結
- 中国铁路客户服务中心 （页面存档备份，存于）